# Port lotniczy Dwangwa
Port lotniczy Dwangwa – port lotniczy zlokalizowany w mieście Dwangwa, w Malawi.